# Boophis elenae
A Boophis elenae a kétéltűek (Amphibia) osztályába, a békák (Anura) rendjébe és az aranybékafélék (Mantellidae) családjába tartozó faj. Nevét Elena Gavetti tiszteletére kapta.

## Előfordulása
A faj Madagaszkár endemikus faja. A sziget középső és keleti részén 900–1000 m-es magasságban honos.

## Megjelenése
Közepes méretű békafaj, testhossza 40–46 mm, bár egyes egyedek ennél nagyobbak is lehetnek, egy megfigyelt nőstény 62 mm hosszúságú volt. Háta zöld, hasi oldala fehéres, kékes árnyalattal. A hímeknek kettős hanghólyagja van.